# 波隆内
波隆内（羅馬化：Polonne；或译为波隆诺耶）是乌克兰赫梅利尼茨基州舍佩蒂夫卡區波隆内市镇内的城市及该市镇的行政中心，2020年7月18日前为波隆內區的行政中心。該市面積23.53平方公里，海拔高度237米，2022年人口数量为20,172人，人口密度每平方公里857人。

## 图集

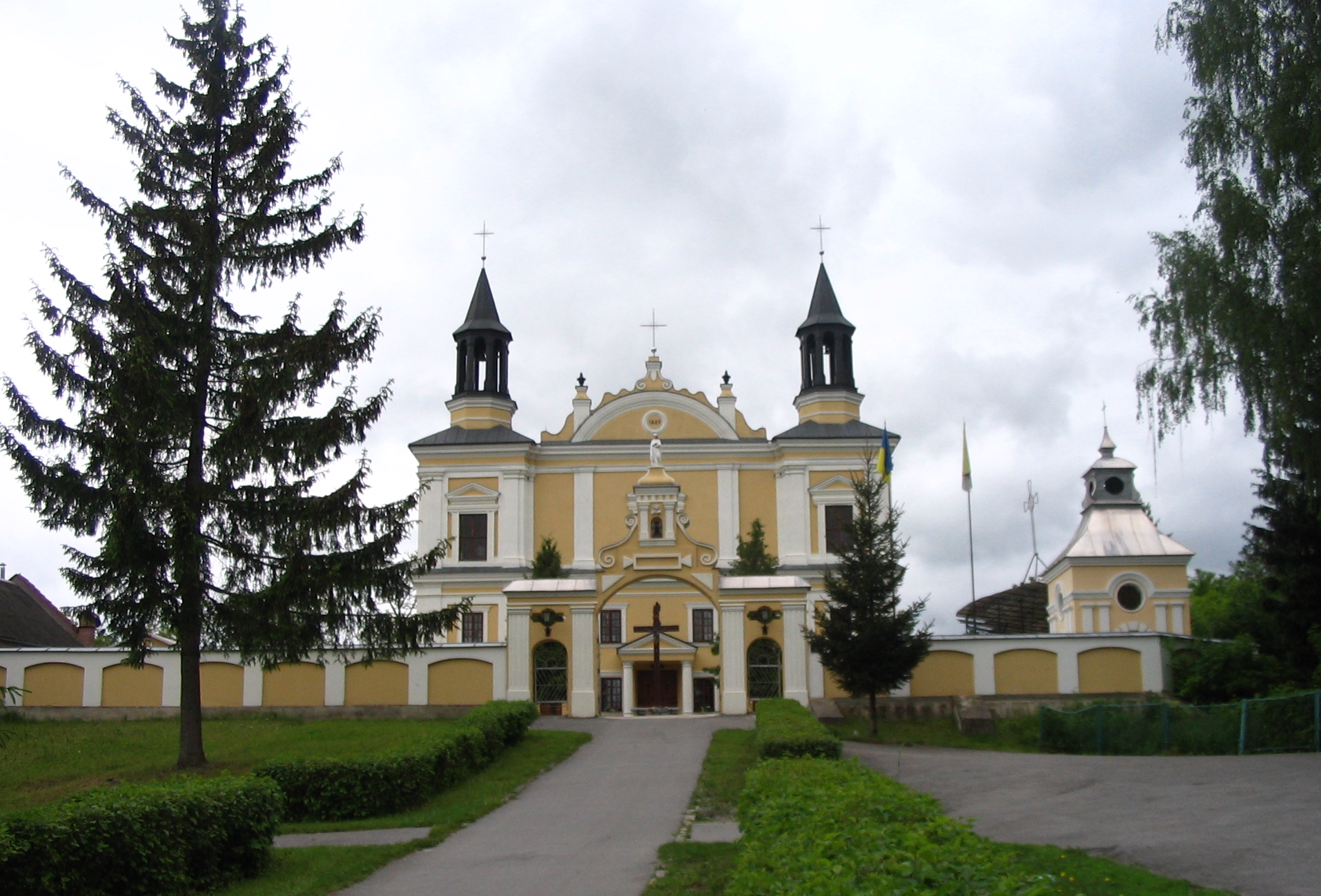
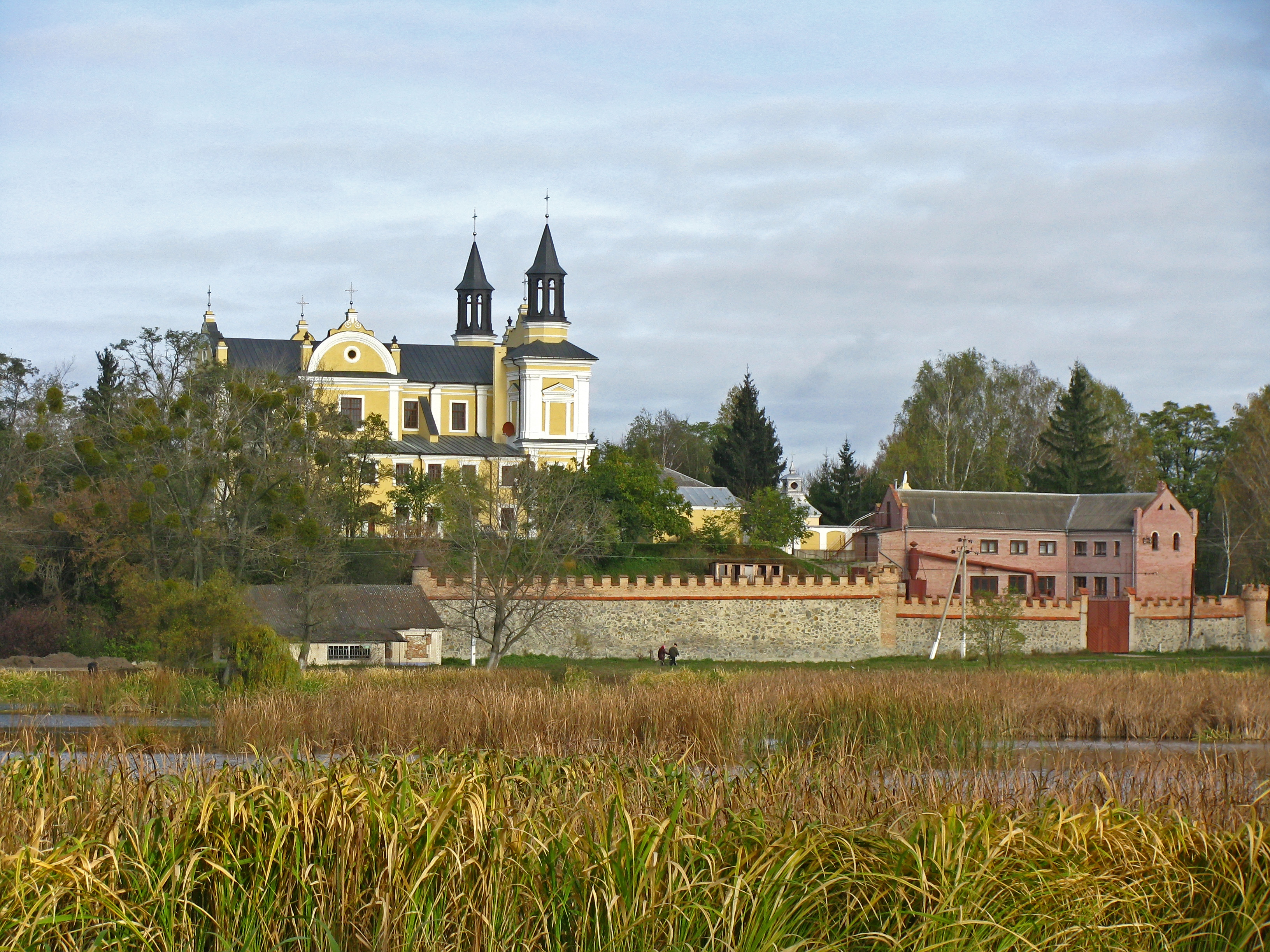
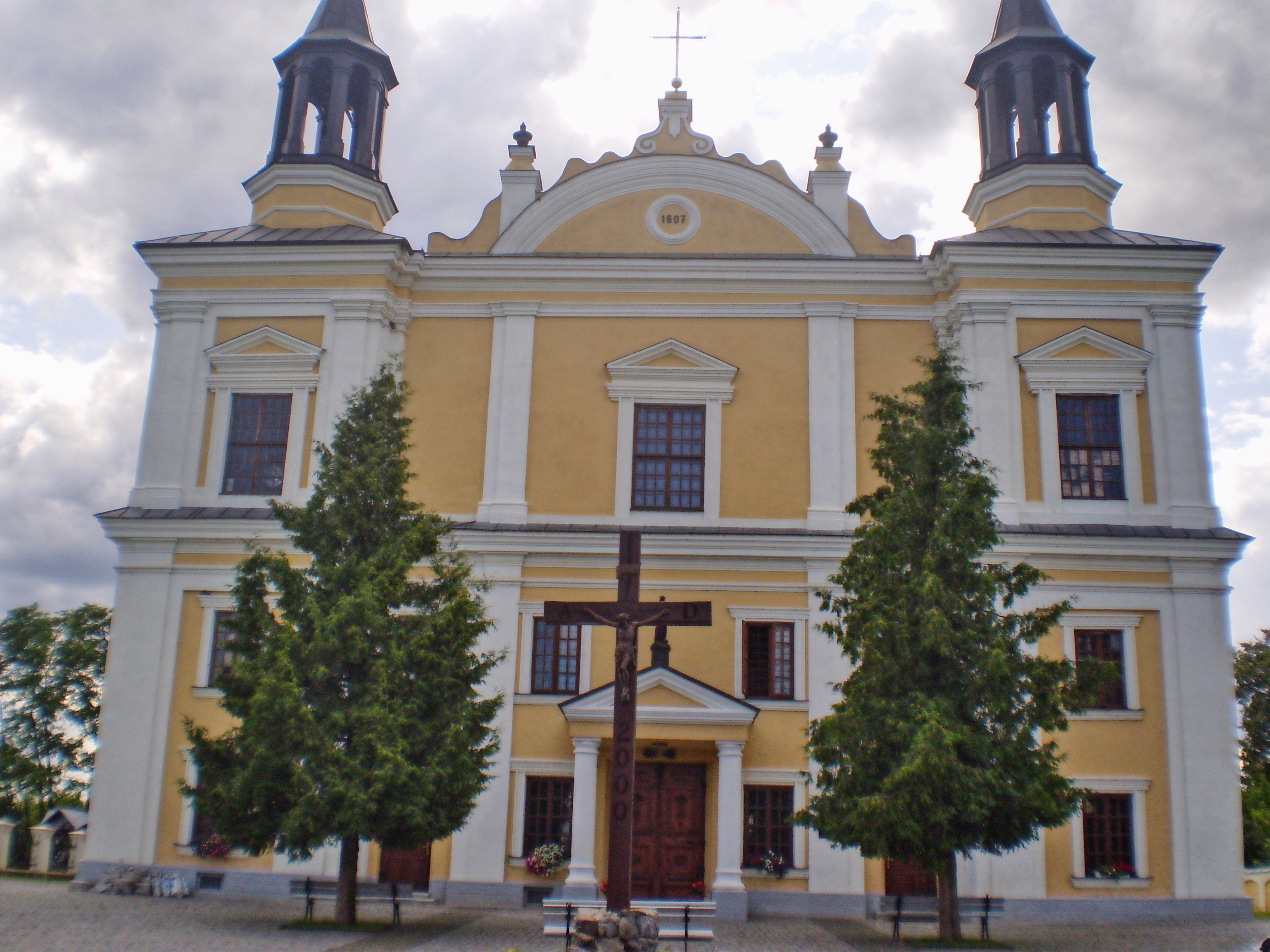
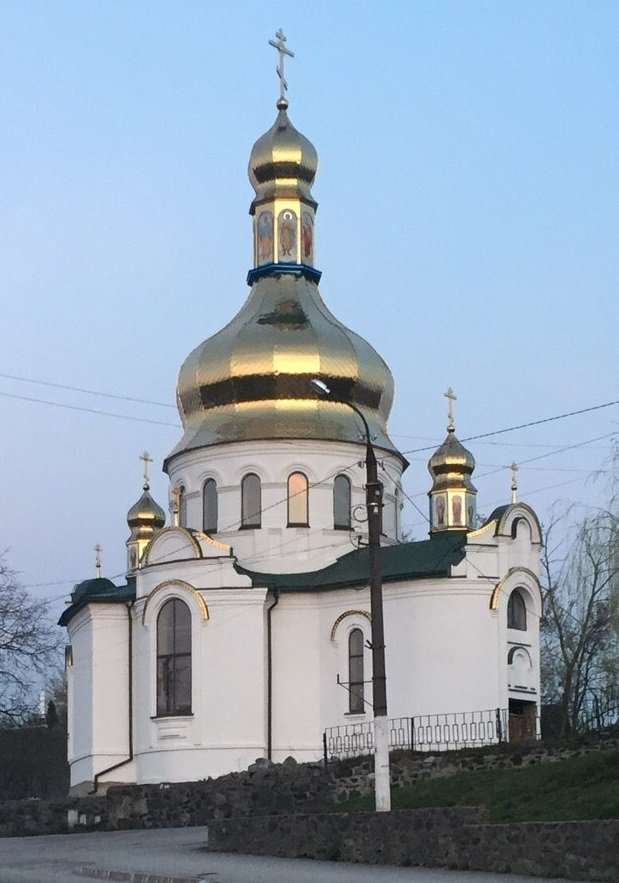
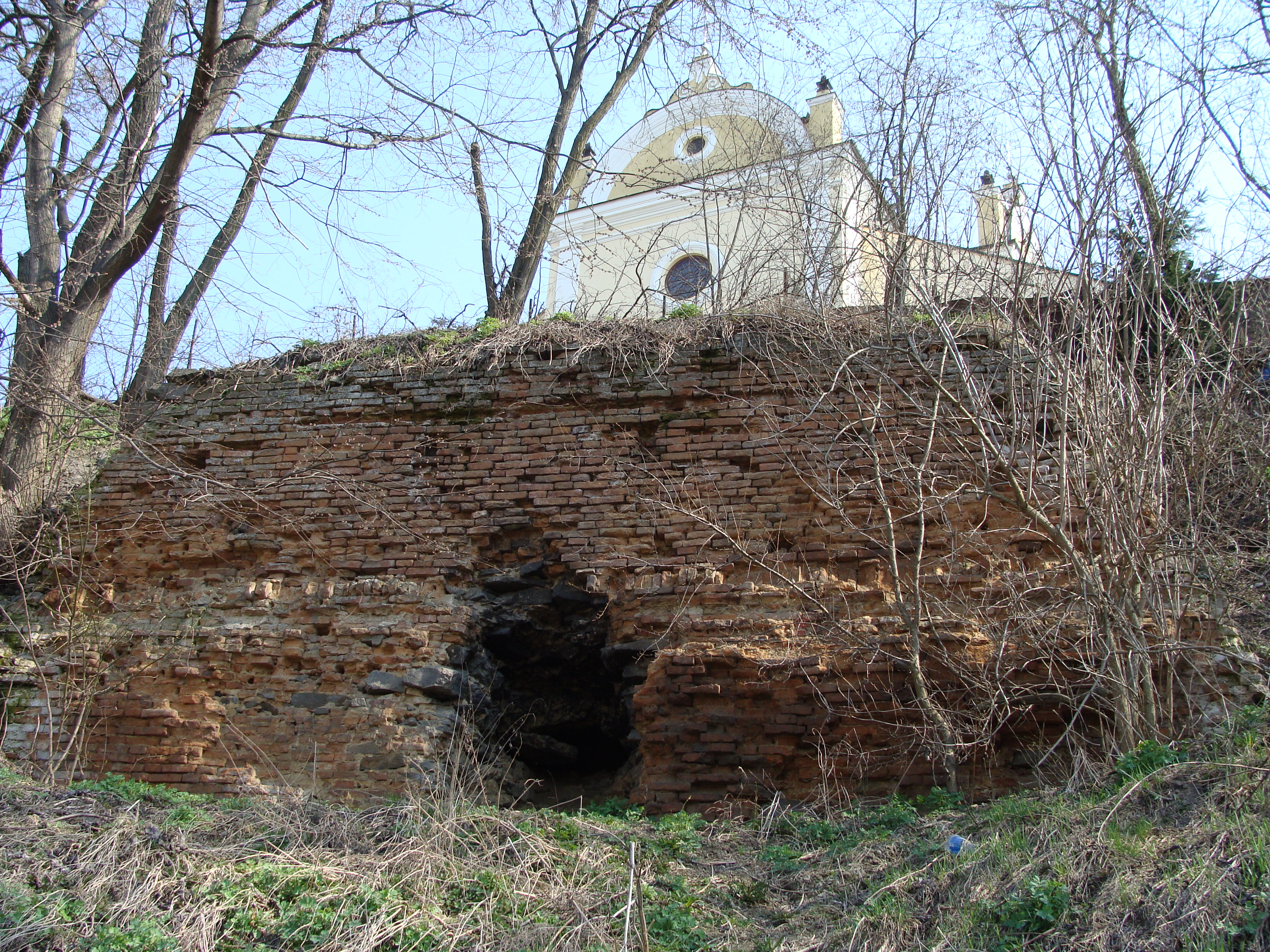
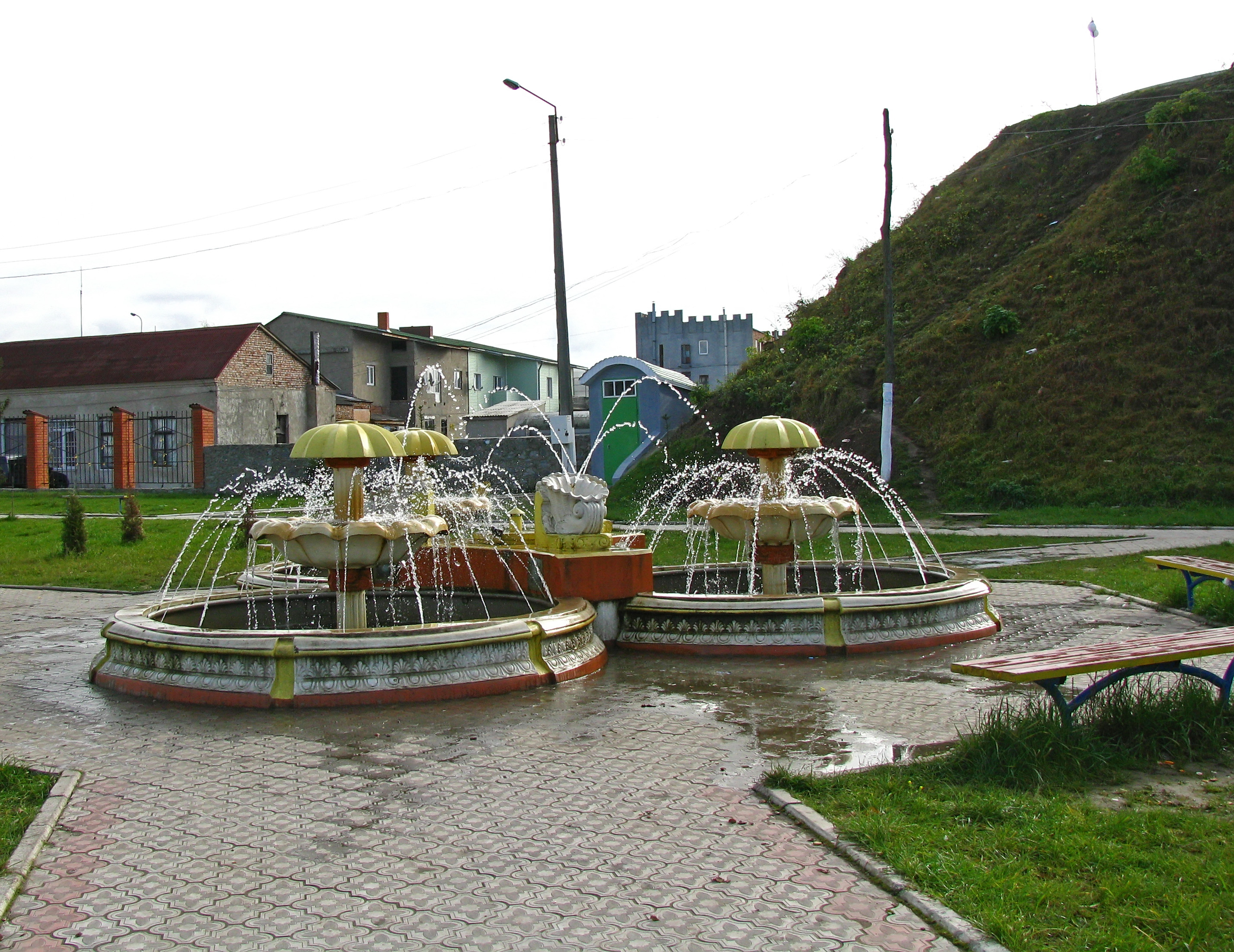

## 備注
1. ↑  俄语：，羅馬化：Polonnoye